# Misamis Oriental
Misamis Oriental is een provincie van de Filipijnen op het eiland Mindanao. De provincie maakt deel uit van regio X (Northern Mindanao). De hoofdstad van de provincie is Cagayan de Oro, hoewel de stad zelf onafhankelijk is van de provincie. Bij de census van 2015 telde de provincie bijna 889 duizend inwoners.

## Geografie

### Bestuurlijke indeling
Misamis Oriental bestaat uit 2 steden en 23 gemeenten.

#### Steden
- El Salvador City
- Gingoog City

#### Gemeenten
| - Alubijid - Balingasag - Balingoan - Binuangan - Claveria - Gitagum - Initao - Jasaan - Kinoguitan - Lagonglong - Laguindingan - Libertad | - Lugait - Magsaysay - Manticao - Medina - Naawan - Opol - Salay - Sugbongcogon - Tagoloan - Talisayan - Villanueva |

Deze steden en gemeenten zijn weer verder onderverdeeld in 424 barangays.

## Demografie
Misamis Oriental had bij de census van 2015 een inwoneraantal van 888.509 mensen. Dit waren 74.653 mensen (9,2%) meer dan bij de vorige census van 2010. Ten opzichte van de census van 2000 was het aantal inwoners gegroeid met 224.171 mensen (33,7%). De gemiddelde jaarlijkse groei in die periode kwam daarmee uit op 1,69%, hetgeen lager was dan het landelijk jaarlijks gemiddelde over deze periode (1,72%).

De bevolkingsdichtheid van Misamis Oriental was ten tijde van de laatste census, met 888.509 inwoners op 3544,32 km², 250,7 mensen per km².

## Economie
Uit cijfers van het National Statistical Coordination Board (NSCB) uit het jaar 2003 blijkt dat 34,8% (11.594 mensen) onder de armoedegrens leefde. In het jaar 2000 was dit ook 34,8%. Misamis Oriental is daarmee iets armer dan het landelijk gemiddelde van 28,7% en staat 53e op de lijst van provincies met de meeste mensen onder de armoedegrens. Van alle 79 provincies staat Misamis Oriental 40e op de lijst van provincies met de ergste armoede.